# Hypulus quercinus
Hypulus quercinus is een keversoort uit de familie zwamspartelkevers (Melandryidae). De wetenschappelijke naam van de soort werd in 1790 gepubliceerd door Quensel.